# Macrocamptus virgatus
Macrocamptus virgatus là một loài bọ cánh cứng trong họ Cerambycidae.